# Devi Mahatmya

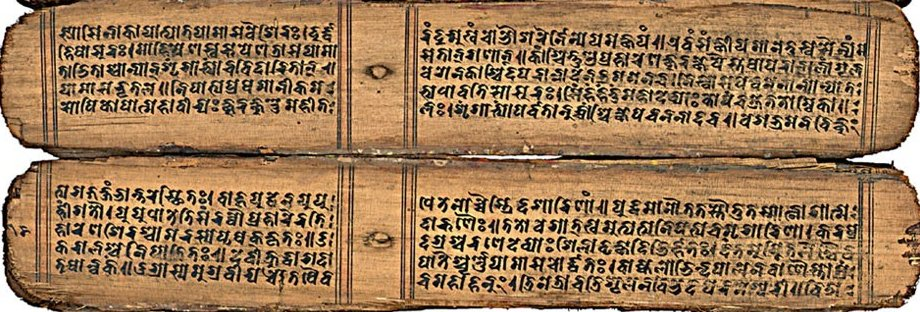
Het oudste nog overgeleverd palmbladmanuscript van de tekst in een vroeg Bhujimol-schrift, Bihar of Nepal, 11e eeuw.

Devi Mahatmya (Sanskriet, IAST: devī māhātmyam, letterlijk: "glorie van de godin"), Durga Saptashati (Sanskriet: durgā saptashatī, "700 verzen voor Durga") of Chandipatha (Sanskriet: caṇḍī pāṭha) is een hindoegeschrift uit de 5e of 6e eeuw. Het is de oudst bekende hindoeïstische tekst waarin het goddelijk vrouwelijke (Shakti) aanbeden wordt. In oudere hindoeïstische teksten komen wel vrouwelijke godheden (godinnen) voor, maar deze hadden een ondergeschikte rol. De Devi Mahatmya is onderdeel van de Markandeya Purana, een van de zogenaamde Purana's, en is opgesteld in het Sanskriet.

## Inhoud
De Devi Mahatmya bestaat uit 700 lofliederen, gerangschikt in 13 hoofdstukken. Het eerste deel van de tekst is een raamvertelling waarin een wijze (asceet) een koning en een handelaar van advies voorziet. De wijze vertelt zijn twee discipelen drie verhalen, die de macht van de godin aantonen. De godin uit de Devi Mahatmya is een oppergodheid, die de essentie van alle andere goden in zich draagt. De andere goden worden gezien als ondergeschikt aan de vrouwelijke oppergodin, die Devi of Durga genoemd wordt.
De hymnen van de Devi Mahatmya zijn gewijd aan de werking en de verwezenlijkingen van de godin Durga. Ze geven de achtergrond weer van haar opkomst bij de invocatie van een aantal godheden, Durga in haar verschillende aspecten, waaronder Kali. De hymnen verhalen haar verwezenlijkingen en haar ontmoeting met een aantal asura's (demonische natuurkrachten), en ook haar uiteindelijke overwinning op hen.
De verteller van de Devi Mahatmya is een wijze rishi Sumedhas genaamd, die de hymne over de heerlijkheid van de Godin voorzingt aan een koning die zijn rijk is kwijtgespeeld en aan een koopman die uit zijn huis is gejaagd. Ze waren allebei tot hem gekomen in het woud om geestelijke hulp uit hun ellende te vragen. De rishi draagt hen de verering van de Godin op als boetedoening en spreekt de volgende woorden:
"Zij is eeuwig, belichaamd als het universum. Alles is van haar doordrongen. Toch incarneert ze in vele vormen. Hoort de geschiedenis!"
In het epos gaat het dan over de verschillende manifestaties van Durga in haar strijd tegen het kwade, vertegenwoordigd door een aantal asura's, tegenspelers van de hemelse deva's. Net zoals de Devi Bhagavata verhaalt het als populairste gedeelte in mythologische vorm de geschiedenis van haar strijd tegen de buffel-demon Mahisasura, verzinnebeelding van onwetendheid en geestelijke duisternis. Dit schept de mythologische achtergrond van de Durga Puja.
Durga versloeg in de strijd de Buffeldemon insgelijks zijn hele leger. Zij was op uitdrukkelijke wens van de hemelse deva's tevoorschijn getreden, omdat die door Mahisasura geterroriseerd werden. Brahma had na harde ascese, meditatie en gebed zijn wens vervuld, dat hij enkel nog door de hand van een vrouw de dood kon vinden. Omdat hij erop vertrouwde dat geen vrouwelijk wezen dit kon bewerkstelligen, groeide zijn machtswellust. En in zijn grenzeloze arrogantie verhief hij zich tot heerser van de hemel. Iedereen moest hem aanbidden. Shiva en Visjnoe werden toornig toen ze van zijn gedrevenheid hoorden, en in hun toorn ontsprong toen van hun aangezicht een hel licht, dat zich met het licht van de gedaanten der andere hemelbewoners tot een enkel licht vervoegde en ten slotte de gedaante van een wondermooie vrouw aannam. Shiva en Visjnoe en alle anderen bewapenden haar: Shiva gaf haar uit zijn drietand een tweede, Visjnoe van zijn discus een tweede, en zo schonk elk van de hemelse deva's haar een exacte kopie van hun embleem. Van Surya, de zon, kreeg ze de schitterende stralen die uit al haar poriën oplichtten. Kala, de tijd, schonk een zwaard, de Himalaya schonk een prachtige leeuw als rijdier.
Ten slotte trok de godin "in luid brullend gelach" ten strijde. De bergen weken, het universum beefde en de zeeën traden uit hun oevers. De demon veranderde gedurende de strijd voortdurend van vorm, was een buffel, een leeuw, een olifant, - tot zij hem ten slotte in zijn eigen buffelvorm overwon.
Maar na de overwinning overvielen verder verwijderde asura's het hemelvolk en opnieuw riepen deze de godin te hulp. Bij die strijd manifesteerde zich uit haar voorhoofd de verschrikkelijke zwarte Kali. Er trad ook een groep godinnen, de "zeven moeders", uit Durga tevoorschijn die voor haar streden. Als de vijanden daarop hun oneerlijke strijd richtten, nam zij al die emanaties in zich terug op en verklaarde luid lachend, dat het allemaal slechts haar eigen vormen waren.
Naast de volksvertellingen houdt het werk ook ernstige spirituele inzichten in zich, die in de diepere betekenisbodems verborgen liggen. Van grote betekenis zijn wat dat betreft de hoofdstukken I, IV, V, en IX van het epos, die men in het algemeen als gebeden bij festivals en erediensten reciteert.
Zo is er onder andere het 'Loflied der Hemelbewoners' na de zege van Durga over de buffeldemon:

O Devi,
gij zijt Bhagavati, de hoogste Wijsheid,
de oorzaak der bevrijding is.....
Gij, het hoogste Weten,
wees verzorgd door de Wijzen, die verlossing nastreven.....
Gij zijt de Ziel van het brahman.
Gij zijt de Bron der reine hymnen in de Veda's.
Gij zijt Bhagavati, die de drie Veda's belichaamt.
Gij zijt de Voedingsstof, die het leven onderhoudt.
Gij zijt die, welke de smarten der ganse wereld wegneemt.
O Devi, Gij zijt de kracht, die de betekenis der schriften verstaat.
(4.9-11)

In de verschillende hoofdstukken verkondigt de Godin zelf haar boodschap. In het twaalfde geeft ze de opdracht om het lied tijdens de grote festivals te zingen en belooft ze haar aanwezigheid:
"De plaats waar men dagelijks dit lied zingt zal ik nooit verlaten en zeker zal ik er tegenwoordig zijn." (12.9)
Zoals andere Indische godheden heeft Devi vele verschijningsvormen en gedaanten, gaande van de liefhebbende echtgenote Parvati (de Witte), via de krijgshaftige altijd ongehuwde maagd Durga 'zij die haarzelf toebehoort' (de Rode of Gouden), tot de dood-brengende Kali (de Zwarte).

## Betekenis
In het geloof van sommige hindoeïstische sekten, vooral in Bengalen en gedeeltelijk in Kerala, speelt de Devi Mahatmya een wezenlijke rol. Wat voor een Visjnoevereerder de Bhagavad gita betekent, is voor de vereerders van de godin dit geschrift. Veel gelovigen lezen aandachtig dagelijks een van de verzen daaruit, die elk afzonderlijk als mantra's gelden. Bij bepaalde gelegenheden is het algemeen de gewoonte het gehele werk te zingen, of in modernere tijden, er een opname van te beluisteren. Vooral bij het meerdaagse festival Durga Puja, dat vooral in Bengalen enthousiast gevierd wordt, zijn deze liederen van grote betekenis. Op deze allerbelangrijkste feestdag van Durga hoort men de hymnen niet alleen dagelijks al vroeg in de morgen op de radio, maar vormen ze ook tijdens de ceremonies een vast bestanddeel van de viering.

## Herkomst

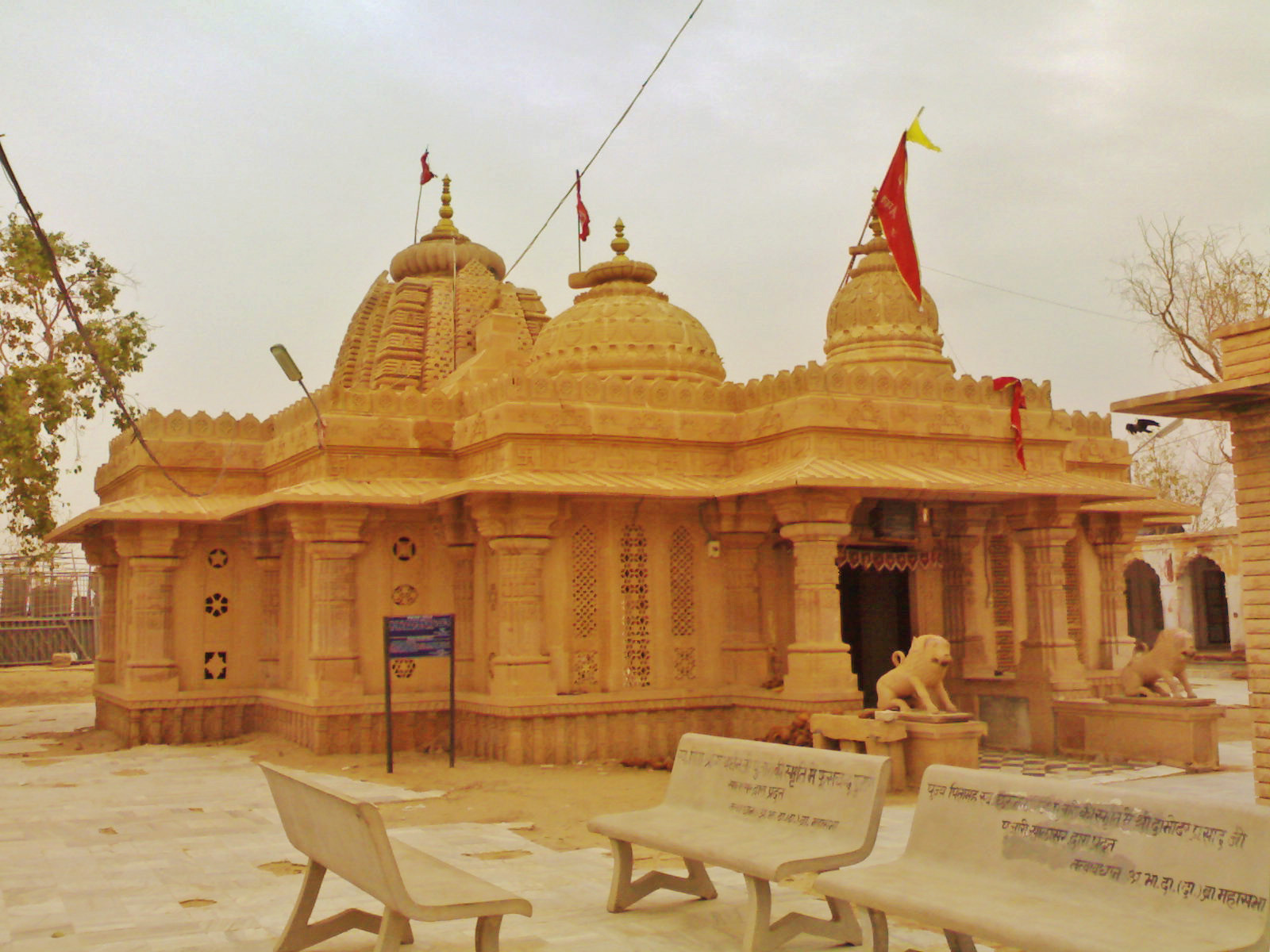
De Dadhimati Mata Tempel

De hymnen werden in hun huidige vorm gehouden rond de 9e-10e eeuw. Toch blijkt een bepaald vers uit 608 in een inscriptie op de Dadhimatimatatempel in het voormalig koninkrijk Jodhpur voor te komen. Dit zou de ouderdom van het werk aangeven. Traditioneel worden de rishi Markandya en de mythische wijze Vyasa genoemd als auteur. De laatste zou onder andere ook het grote epos Mahabharata geschreven hebben. Moderne schriftwetenschappers gaan er echter van uit dat de tekst een samenstelling is van oudere fragmenten, die meerdere auteurs hadden. Omdat het godinbeeld in de Devi Mahatmya al een complete cultus omschrijft, wordt aangenomen dat de verering van een vrouwelijke oppergod al enige tijd eerder dan de 5e eeuw ontstaan is.